# Neggerndorf
Neggerndorf ist ein Dorf in der Gemeinde Unternberg im Bezirk Tamsweg in Salzburg.
Neggerndorf befindet sich östlich von Unternberg zwischen dem Schwarzenberg und dem Mitterberg. Das Dorf wird von der Mur durchflossen. Durch Neggerndorf führt die Murtal Straße.

## Geschichte

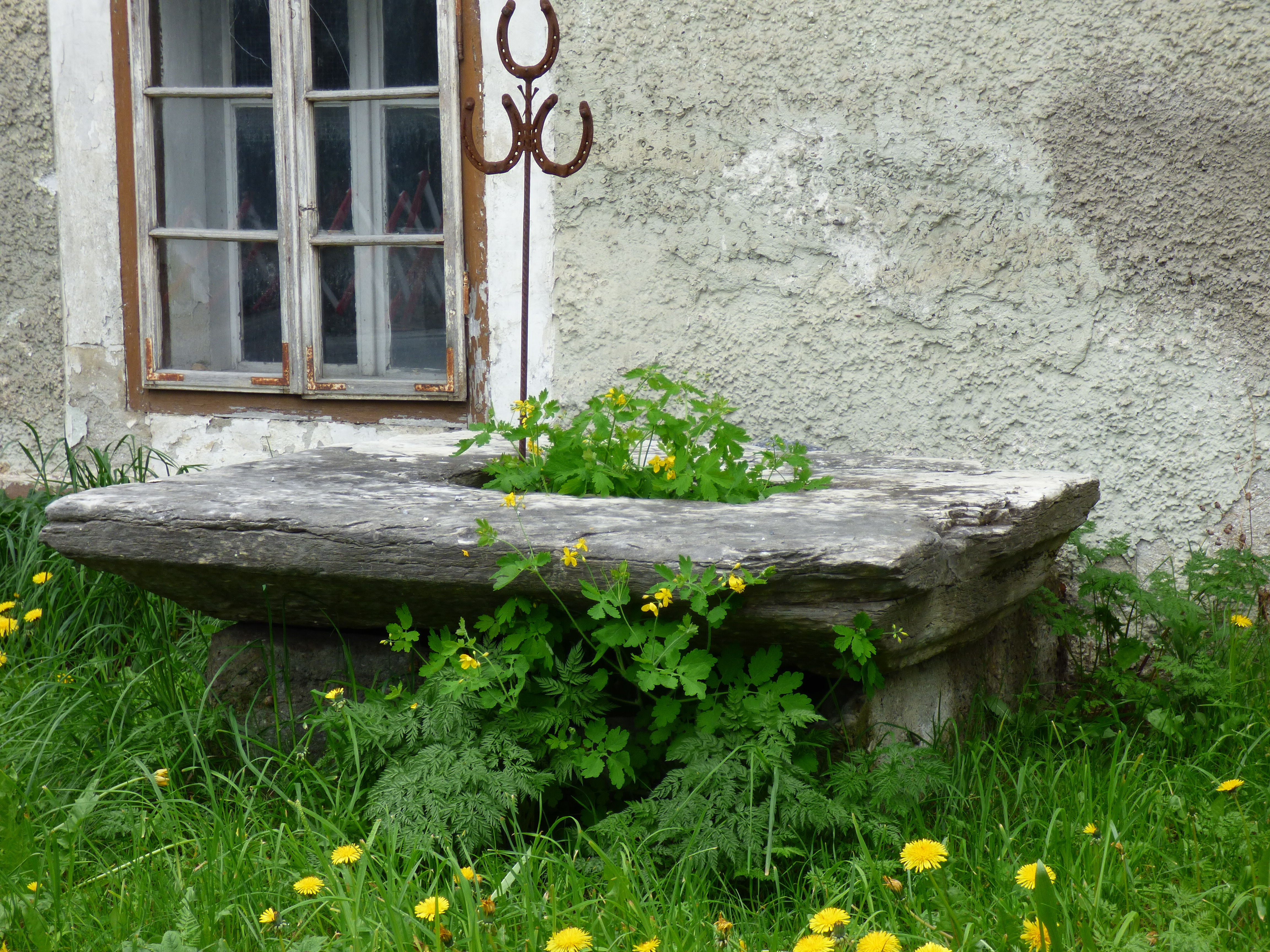
Eine große Steinplatte, wahrscheinlich ein Fragment eines römischen Bauwerks, befindet sich vor dem denkmalgeschützten Graggabergut in Neggerndorf.

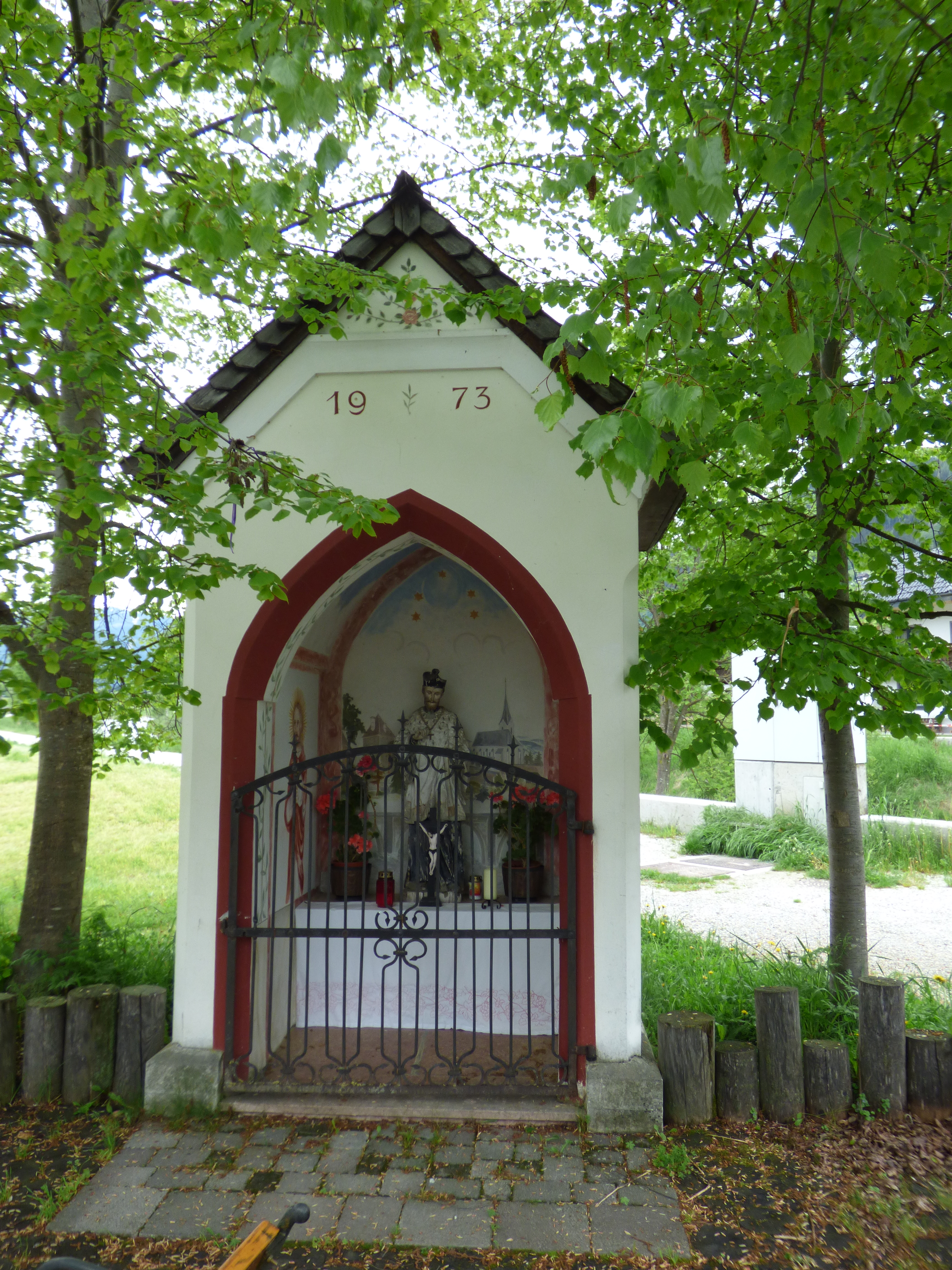
Denkmalgeschützte Kapelle bei Neggerndorf, gewidmet dem Hl. Nepomuk

Funde aus der Umgebung belegen bereits eine Besiedelung zu römischer Zeit. Die Römerstraße, die Iuvavum, das heutige Salzburg mit Virunum in Kärnten verband, führte über den Radstädter Tauernpass ins Murtal und vorbei an Neggerndorf nach Immurium, dem heutigen Moosham, ebenfalls in der Gemeinde Unternberg. Von hier, wo sich eine Raststation mit einigen Gebäuden und einem Mithras-Tempel befand, verlief die Straße nach St. Margarethen im Lungau und über den Grainwald zum Lausnitzsattel.
Im Jahr 1778 wurde im Schindergraben eine römische Steinplatte aus Schaidberger Marmor gefunden und später nach Neggerndorf gebracht. Seit 1989 ist sie aber vor dem Gemeindeamt der Nachbargemeinde St. Margarethen aufgestellt, wo auch ein römischer Meilenstein zu sehen ist. Eine weitere große Steinplatte, eine Spolie aus wahrscheinlich römischer Zeit, befindet sich vor dem denkmalgeschützten Graggabergut (Listeneintrag) in Neggerndorf. Sie wurde von Christian Graggaber (1868–1958), dem ehemaligen Besitzer des Hofes, in einem Wald bei St. Margarethen gefunden. Es könnte sich um eine steinerne Tischplatte handeln, aber auch um ein anderes architektonisches Element, beispielsweise um die Basis eines römischen Grabmals, das entlang der Römerstraße errichtet worden war.
Die Ortschaft wurde oft vom Hochwasser der Mur heimgesucht. Ähnlich wie in der Nachbargemeinde St. Margarethen, wo der Hochwasser führende Leisnitzbach im Jahr 1903 eine Überschwemmung des Ortes verursacht hatte und daraufhin eine hölzerne Gedenksäule zu Ehren des Hl. Johannes Nepomuk gestiftet worden war, errichteten Josef und Maria Graggaber um 1914 in Neggerndorf eine kleine Nepomuk-Kapelle. Im Zuge der Murregulierung musste die Kapelle, die ursprünglich am linken Murufer stand, abgetragen werden. 1973 wurde sie an ihrem heutigen Standort wiedererrichtet. Das Tonnengewölbe und die Wände des Innenraums wurden mit Fresken der akademischen Malerin Annemarie Fiebich-Riepke (1921–2016) ausgestattet.
Namensgebung
Die Gründung von Neggerndorf fällt vermutlich in die Zeit Karls des Großen (747–814). Erstmals urkundlich erwähnt ist der Ort aber erst 1125 als Neccartisdorf, später auch in anderen Schreibungen wie Nekkerdorf, Neggersdorf und ähnlich. Der Wortbildung liegt der (in Urkunden nicht belegte) Personenname *Neckhart zugrunde. Das Wort Dorf bedeutete damals weniger eine Ansiedlung von mehreren Häusern wie heute, sondern ‚Gehöft, (umzäuntes) Haus, Gebäude‘, dabei besonders auch solche, die abgesondert in Rodungsgebiet liegen. Ursprünglich bezeichnete Neggerndorf also das möglicherweise bei einer Rodung befindliche Gehöft oder Haus einer Person namens Neckart.